# Herpotrichia diffusa
Herpotrichia diffusa är en svampart som först beskrevs av Ludwig David von Schweinitz, och fick sitt nu gällande namn av Ellis & Everh. 1895. Herpotrichia diffusa ingår i släktet Herpotrichia, ordningen Pleosporales, klassen Dothideomycetes, divisionen sporsäcksvampar och riket svampar.   Inga underarter finns listade i Catalogue of Life.